# Nuoto ai XVII Giochi del Mediterraneo - 50 metri rana maschili
Le gare di nuoto nella categoria 50 metri rana maschili si sono tenute il 25 giugno 2013 al Yeni Olimpik Yüzme Havuzu di Mersin.

## Calendario
Fuso orario EET (UTC+3).
| Data      | Ora   | Turno    |
| --------- | ----- | -------- |
| 25 giugno | 9:30  | Batterie |
| 25 giugno | 18:00 | Finale   |

## Risultati
I 17 atleti vengono inquadrati in tre batterie rispettivamente da 5, 6 e 6 nuotatori ciascuna. Si qualificano alla finale i primi otto tempi.

### Batterie
| Pos. | Nome                       | Nazione   | Tempo | Batt. | Corsia | Note |
| ---- | -------------------------- | --------- | ----- | ----- | ------ | ---- |
| 1    | Demir Atasoy               | Turchia   | 28"05 | 1     | 5      | Q    |
| 2    | Damir Dugonjič             | Slovenia  | 28"10 | 3     | 4      | Q    |
| 3    | Mattia Pesce               | Italia    | 28"14 | 2     | 4      | Q    |
| 4    | Čaba Silađi                | Serbia    | 28"16 | 2     | 5      | Q    |
| 5    | Andrea Toniato             | Italia    | 28"24 | 3     | 5      | Q    |
| 6    | Héctor Monteagudo Espinosa | Spagna    | 28"52 | 2     | 3      | Q    |
| 7    | Panagiōtīs Samilidīs       | Grecia    | 28"63 | 3     | 6      | Q    |
| 8    | Matjaž Markič              | Slovenia  | 28"66 | 1     | 5      | Q    |
| 9    | Panteleimon Pantis         | Grecia    | 28"79 | 1     | 4      |      |
| 10   | Omer Aslanoglu             | Turchia   | 29"04 | 3     | 3      |      |
| 11   | Omiros Zagkas              | Cipro     | 29"20 | 2     | 2      |      |
| 12   | William Debourges          | Francia   | 29"74 | 1     | 6      |      |
| 13   | Lefkios Xanthou            | Cipro     | 29"95 | 3     | 2      |      |
| 14   | Damjan Petrovski           | Macedonia | 30"61 | 1     | 2      |      |
| 15   | Adam Allouche              | Libano    | 30"71 | 2     | 6      |      |
| 16   | Abdulmalek Ben Musa        | Libia     | 34"29 | 3     | 7      |      |
| 17   | Yousuf Eltagouri           | Libia     | 35"48 | 2     | 7      |      |

### Finale
| Pos. | Atleta                     | Nazionalità | Tempo | Corsia |
| ---- | -------------------------- | ----------- | ----- | ------ |
|      | Damir Dugonjič             | Slovenia    | 55"12 | 5      |
|      | Andrea Toniato             | Italia      | 55"14 | 2      |
|      | Čaba Silađi                | Serbia      | 55"57 | 6      |
| 4    | Mattia Pesce               | Italia      | 55"69 | 3      |
| 5    | Demir Atasoy               | Turchia     | 56"12 | 4      |
| 6    | Panagiōtīs Samilidīs       | Grecia      | 56"21 | 1      |
| 7    | Héctor Monteagudo Espinosa | Spagna      | 57"47 | 7      |
| 8    | Matjaž Markič              | Slovenia    | 58"01 | 8      |